# V.Th. Walther
Vilhelm Theodor Walther (født 13. november 1819 i Kongens Lyngby, død 28. august 1892 i Aarhus) var en dansk historicistisk arkitekt og kongelig bygningsinspektør for Jylland. Efter Walthers død blev det meget store inspektorat delt op to mindre enheder.

## Liv og virke
Efter sin konfirmation kom han til København og gennemgik fra 1843 Kunstakademiet under G.F. Hetsch og H.P. Truelsen, hvis forskellige medaljer han i årenes løb vandt, den store guldmedalje 1857 for En Bygning til Folketing, Landsting, Rigsraad og Rigsret; to gange vandt han den Neuhausenske Præmie, og samtidig med sine akademistudier ledede han opførelsen af bygninger i Norge, Hamborg og Altona, ligesom han tegnede forskellige herregårde samt hovedbygningen på Silkeborg Papirfabrik. Han havde tidligere foretaget en mindre rejse til Tyskland og Holland, rejste 1859-1861 med Akademiets store stipendium til Tyskland, Frankrig og Italien og blev efter sin hjemkomst ansat som kongelig bygningsinspektør for Jylland (1862 /1863 ) med bopæl i Aarhus, han efterfulgte C.G.F. Thielemann.
Her udfoldede han en betydelig virksomhed, restaurerede det indre af Frue Kirke 1865-66, det indre af Århus Domkirke 1867-71, det ydre 1877-82 og opførte Kathedralskolen Rektorbolig 1865, Håndværkerforeningen 1867-68, Museet (Vester Alle 15) 1876-77 og en del privatbygninger; Sankt Pauls Kirke er delvis opført efter hans tegninger 1884-87. Uden for Aarhus C har han opført kirkerne i Åby, Holme og Skørring, restaureret Sankt Mortens Kirke i Næstved 1857-59, det ydre af Sankt Mortens Kirke i Randers samt kirkerne i Grenaa og Thorsager. Han har desuden opført toldkammerbygninger i Randers, Nykøbing Mors, Thisted, Hals og Als Odde, postbygninger i Brønderslev og Nykøbing Mors, latinskolen i Aalborg osv. Han var ikke nogen særlig original, men en smagfuld og dannet arkitekt, som behandlede de mange opgaver, der stilledes ham, med respekt og alvor.
Walther blev titulær professor 1868, Ridder af Dannebrog 1878, Dannebrogsmand 1885 og etatsråd 1892. Han døde i Aarhus 28. august 1892, ramt af et koleraanfald, han havde pådraget sig i Hamborg. 31. august 1847 ægtede han Vilhelmine Christine Dorothea Tydsk (født 31. august 1826), datter af kobbersmed Laurits Svendsen Palmo Tydsk (død 1839) og Conradine født Meyer (1788 – 1846).
Nogle af hans værker som stadig står i Aarhus er Vester Alle 15, det tidligere Aarhus Museum, Sankt Pauls Kirke og flere byejendomme, bl.a. Paradisgade 5-7.

## Værker
- Hovedbygning til Silkeborg Papirfabrik (1844)
- Hovedbygning til Marienborg på Møn (1853-55, udvidet 1893 ved Axel Berg, nedrevet 1984)
- Toldkammerbygning i Frederikshavn (1854, anvendt som tjenestebolig efter opførelse af ny toldkammerbygning 1915)
- Rektorbolig ved Aarhus Katedralskole (1865, ved ombygning 1905 ved Hack Kampmann inddraget i den gamle skolebygning)
- Aarhus Haandværkerforenings Friboliger, Paradisgade 5-7 (1866-67, udvidet 1889 ved Ludvig A. Petersen)
- Randers Kloster (med klosterkirke), Jernbanegade 1, nu Blegdammen 1 (1866-69)
- Aarhus Haandværkerforening, Paradisgade 3 (1867-68, udvidet 1897-98, bombesprængt ved schalburgtage 2. december 1944)
- Fattig- og Forsørgelsesanstalten i Aarhus, Vester Allé (1869-70, udvidet 1897-98, nedrevet ca. 1980)
- Gammel Åby Kirke ved Aarhus (1872-73, tårnet forhøjet 1929, interiøret omdannet 1972)
- Råd-, ting- og arresthus i Viborg (1872-74, sammen med Julius Tholle)
- Aarhus Museum, nu Huset (1876-77, tilbygning 1890-91 ved Vilhelm Dahlerup)
- Toldkammerbygning, Nykøbing Mors (1878)
- Toldkammerbygning, Østervold 49, Randers (1879-80, nedrevet ca. 1965)
- Holme Kirke ved Aarhus (1882, ombygget og udvidet 1968-69 ved Aksel Skov og Aage Kristensen)
- Gymnastikhus ved Viborg Katedralskole, Skt. Mogensgade (1882-83, efter 1926 centralbibliotek for Viborg Amt)
- Skt. Clemens Bro (1884)
- Skt. Pauls Kirke, Aarhus (1884-87, kapel og sakristi opført 1904-05 ved A.J. Müllertz, der var konduktør ved kirkens opførelse, tilbygning til apsis opført 1978 ved Inger og Johannes Exner)
- Toldkammerbygning, Thisted (1885)
- Skørring Kirke, Djursland (1886-89)
- Aalborg Katedralskole, Saxogade, nu Sct. Jørgens Gade 5 (1886-89, ombygget 1924-26 ved Einar Packness, tilbygninger og ændringer 1959-60 ved Leopold Teschl, ændret og opførelse af sportshal og ny laboratoriefløj 1980-82 ved Torben Stokholms tegnestue efter tegning af Kjær & Richter)
- Fest- og gymnastiksal ved Randers Statsskole, Vestergade 34 (1888-90, omdannet 1927 til kommunal administrationsbygning, nu anvendt til undervisning)
- Post- og telegrafbygning, Brønderslev (1889)
- Post- og telegrafbygning i Nykøbing Mors (1891-92)
- Våbenhus til Karup Kirke, Vendsyssel (opført 1894 efter Walthers tegning, nedrevet 1958)

### Restaureringer
- Skt. Mortens Kirke, Næstved (nedrivning af sideskib og tilføjelse af våbenhuse 1857-59)
- Vor Frelsers Kirke, Horsens (indvendig restaurering 1864-66)
- Jernved Kirke, Ribe Amt (kor og apsis 1865-66)
- Vor Frue Kirke, Aarhus (fra 1865)
- Grenaa Kirke (indvendig restaurering 1865-66, udvendig 1873-74)
- Århus Domkirke (indvendig restaurering 1867-71, udvendig 1877-82)
- Ringkøbing Kirke (nyt spir 1866)
- Bregnet Kirke ved Kalø (1872)
- Thorsager Kirke, Djursland (1877-78)
- Grinderslev Klosterkirke, Salling (1885-89, sideskib genskabt)
- Skorup Kirke nordøst for Silkeborg (1886-87, tagrytter og våbenhus)
- Hørning Kirke ved Randers (1886-88)
- Vester Hassing Kirke ved Aalborg (1887-88, beklædt med granitkvadre)
- Skt. Mortens Kirke, Randers (1887-88, udvendig restaurering med opførelse af spir på trappetårnet og genopførelse af kamgavle, sammen med Frits Uldall)